# Guvernementet Tambov
Guvernementet Tambov var ett guvernement i
Kejsardömet Ryssland och RSFSR, 1796-1937. 
Det hade en areal på 66 587 km2 och hade 3,5 miljoner invånare, till större delen ryssar, i mindre antal mordviner,
mesjtjerjaker och tatarer.
Guvernementet var ett slättland,
tillhörande "svartjordens" område samt genomskuret av djupa raviner och breda dalar, och ett av Rysslands förnämsta spannmålsproducerande områden. Oka och
Don beröra på kortare sträckor guvernementet; i den förra utmynnar Tsna med Moksja; i söder förenar sig Vorona
med Dons biflod Choper. Alla var till större delen segelbara.
Handeln var mycket livlig till följd av den stora exporten av spannmål samt nötkreatur och hästar;
de förnämsta handelsplatserna var Kozlov, Morsjansk,
Tambov, Borisogljebsk och Lebedjan. Industrin var representerad av brännvinsbrännerier, talgsmälterier,
sockerbruk och några klädesväverier.

## Källa
Den här artikeln är helt eller delvis baserad på material från Nordisk familjebok, Tambov, 1904–1926.